# Pireneitega liansui
Pireneitega liansui is een spinnensoort in de taxonomische indeling van de nachtkaardespinnen (Amaurobiidae).
Het dier behoort tot het geslacht Pireneitega. De wetenschappelijke naam van de soort werd voor het eerst geldig gepubliceerd in 2004 door Bao & Chang-Min Yin.